# Firestreak
Де Хэвиленд «Файрстрик» (англ. de Havilland Firestreak — Огненная стрела) — британская ракета класса «воздух-воздух» первого поколения с тепловой головкой самонаведения. Ракета была разработана в начале 1950-х компанией de Havilland Propellers и являлась первым подобным оружием поступившим на вооружение Королевских ВВС и Воздушных сил Королевского флота для оснащения истребителей-перехватчиков «Лайтнинг», палубных истребителей DH.110 «Си Виксен» и перехватчиков «Джевлин».
Ракета предназначалась для поражения таких целей, как бомбардировщики, летящие с высокой скоростью на большой высоте, в заднюю полусферу с наведением по методу погони. С 1964 года ракета была заменена в Королевских ВВС на модернизированный вариант Red Top.

## История создания
Создание ракеты «Файрстрик» стало результатом реализации серии проектов начавшихся с проекта OR.1056 ракеты Red Hawk. Однако, этот проект оказался слишком амбициозным для существовавшего на тот момент уровня развития технологий, и в 1951 году был начат проект OR.1117, спецификация которого содержала более низкие требования. Этому проекту Министерство снабжения присвоило радужный код Blue Jay (с англ. — «Голубая сойка»). При том, что подрядчики проекта не афишировались, в нём участвовал широкий круг национальных государств, Mullard Ltd — предприятие, ответственное за разработку и производство принимающих поверхностей головок самонаведения, с 1927 г. входит состав транснациональной компании Philips (со штаб-квартирой в Голландии) без смены названия, производством твердотопливных ракетных двигателей занимался совместный американо-британский консорциум Bristol Aerojet (образованный британской Bristol Aeroplane и американской Aerojet Gerenal соответственно) с производственными мощностями в Англии.
Всего, программа разработки Firestreak обошлась британской казне приблизительно в $213 млн по курсу 1979 г.

## Задействованные структуры
В разработке и производстве ракет комплексов Firestreak с модификациями и сопутствующего оборудования были задействованы следующие структуры:
Генеральный подрядчик
| - Ракета в целом — de Havilland Propellers, Ltd. → Hawker Siddeley Dynamics - Разработка, научно-исследовательские и опытно-конструкторские работы — Хатфилдский завод, Хатфилд, Хартфордшир; - Производство деталей, узлов и агрегатов, сборка и заводские испытания — Лостокский завод, Лосток, Болтон, Ланкашир; - Производство и сборка опытных образцов ракет — Фарнвортский завод, Фарнворт, Болтон, Ланкашир; - Сборка серийных образцов ракет — Уолкденская фабрика, Уолкден, Уорсли, Ланкашир; - Производство различных деталей — Болтонский комбинат в составе трёх предприятий в пригородах Болтона, Ланкашир. Ассоциированный подрядчик - Сверхчувствительный фотоэлемент приёмника инфракрасного излучения — Mullard (дочернее предприятие Philips), разработка велась под руководством Королевского радиолокационного института. | Субподрядчики - Твердотопливный ракетный двигатель Magpie I — British Messier Ltd (как филиал Rotol Ltd); - Твердотопливный ракетный двигатель Magpie II — Bristol Aerojet, Банвелл, Уэстон-сьюпер-Мэр, Сомерсет (разработка велась под руководством Королевского ракетно-двигательного института. Партнёры - Разработка ракеты в целом и отдельных деталей, узлов и агрегатов — Philips Telecommunicatie Industrie B.V., Хилверсюм, Голландия; Hollandse Signaalapparatenfabriek B.V., Хенгело, Голландия. - Самолёт-носитель — Commonwealth Aircraft Corporation; English Electric Ltd. |

## Тактико-технические характеристики
- Длина: 3190 мм
- Диаметр: 223 мм
- Размах крыльев: 750 мм
- Масса: 136 кг
- Максимальная дальность пуска: 6,4 км
- Двигательная установка: однорежимный РДТТ Magpie[11]
  - Масса ДУ: 44,5 кг
  - Длина ДУ: 910 мм
  - Диаметр ДУ: 223 мм
  - Тяга ДУ: 29,4 кН
  - Время работы ДУ: 3 сек.
  - Топливо: кордит
- Скорость полёта: 3 М
- Потолок: 18,5 км
- Боевая часть: стержневая
  - Масса боевой части: 22,7 кг

## Эксплуатанты
Кувейт
- ВВС Кувейта

 Саудовская Аравия
- ВВС Саудовской Аравии

 Великобритания
- Королевские ВВС

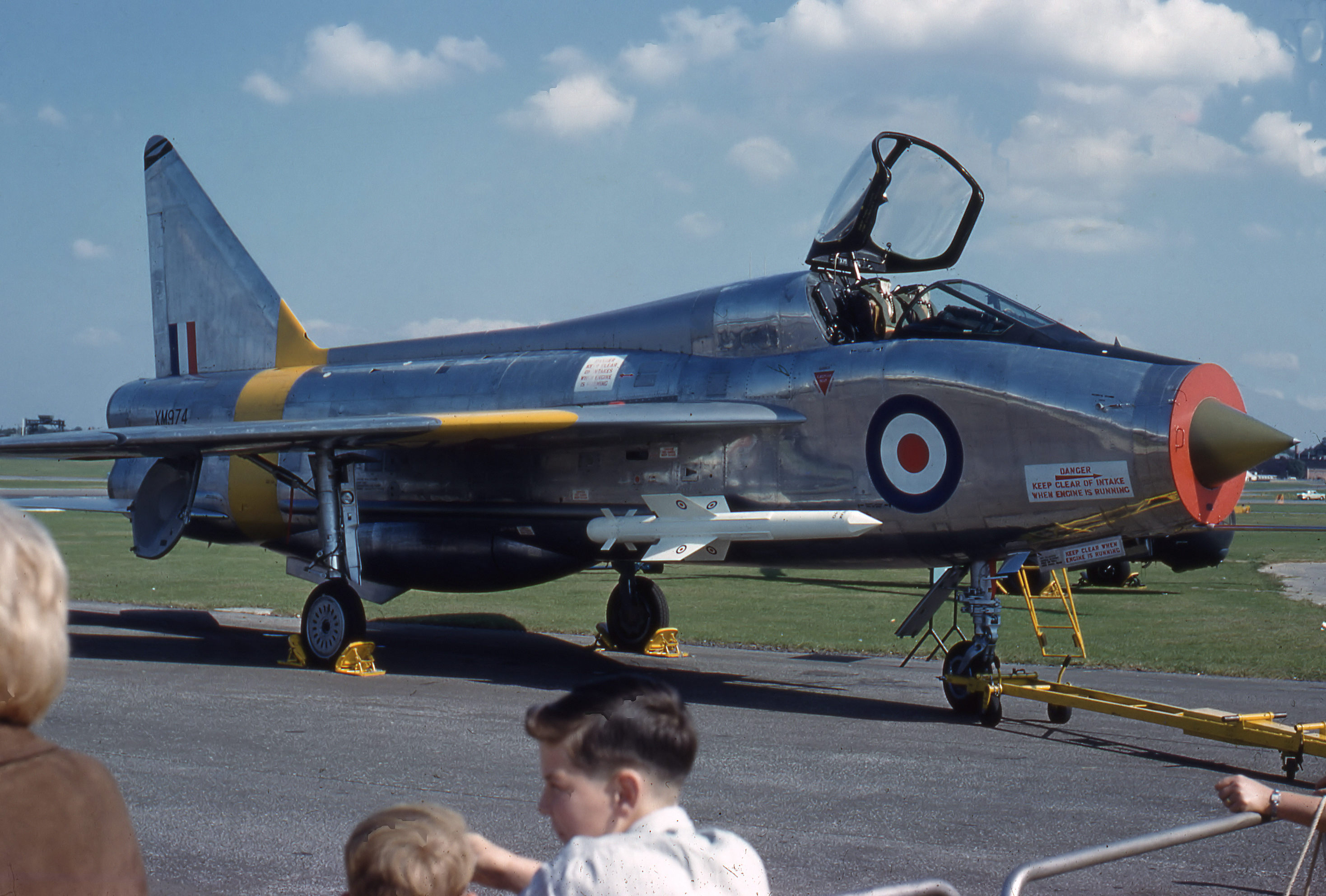
English Electric Lightning T4 с ракетами Firestreak на авиашоу в Фарнборо

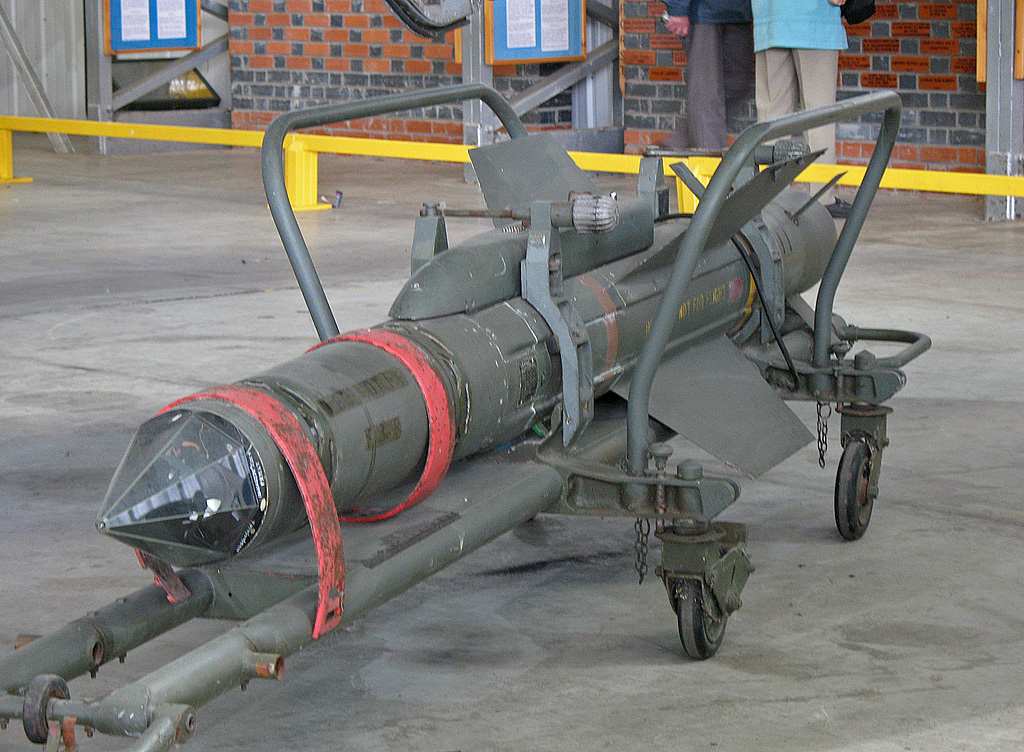
Firestreak на тележке

- Королевские ВМС, Воздушные силы флота